# Анальний секс

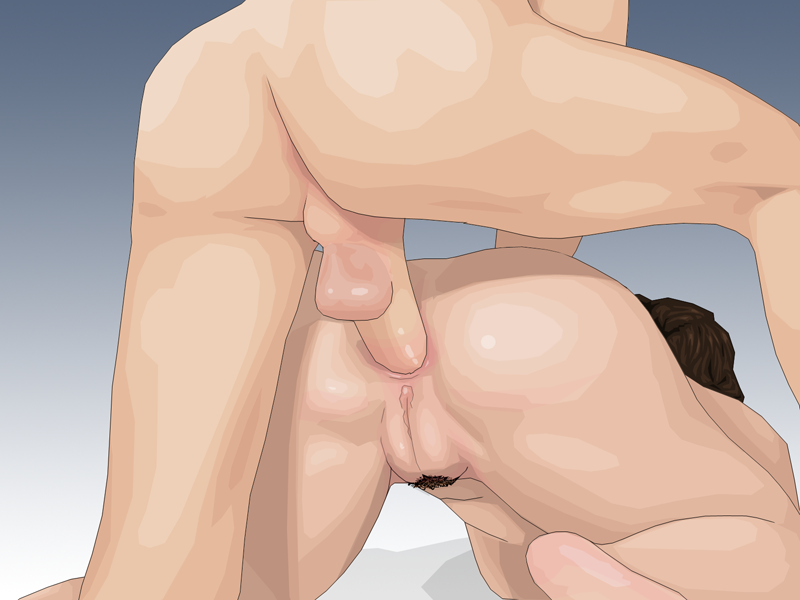
Ілюстрація анального сексу.

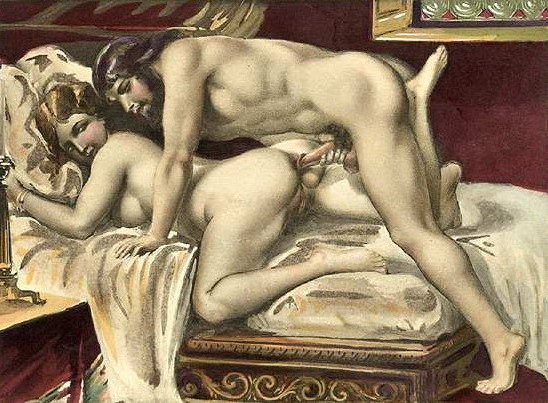
Ілюстрація до сонетів П'єтро Аретіно, Едуард-Анрі Авріль.

Ана́льний секс  (від лат. anus — «задній прохід») — сексуальні практики за участю ануса: проникаючі (введення пеніса, пальців або стороннього предмета в анальний отвір) чи без проникнення (анілінгус, міжсідничний секс). Анальний секс може бути як самостійною сексуальною активністю, так і частиною мастурбації чи прелюдії до інших видів сексу. За результатами дослідження 2017 року, 35% жінок і 15% чоловіків з числа міленіалів принаймні інколи практикували анальний секс. Попри стереотип, лише третина сучасних гомосексуальних пар чоловіків практикує анальний секс.

## Техніка
При проникному анальному сексі пеніс, пальці або сторонній предмет вводяться в пряму кишку через анальний отвір. Її дальша від ануса третина менш чутлива до дотику, проте чутливіша до тиску. Пряма кишка має 20-22 см завдовжки та, як і анус, здатна розтягуватися в ширину.
Область ануса у більшості людей високочутлива і є ерогенною зоною, стимуляція якої може викликати сексуальне збудження. В чоловіків при анальному сексі стимулюється простата. У жінок через анус здійснюється непряма стимуляція клітора та вагіни.
Задоволення від анального сексу для приймаючого партнера (партнерки) більшою мірою залежить від психологічних факторів, ніж при інших видах сексу. Анальний секс може бути як болючим, так і приємним.
Анальний секс використовують і гетеросексуальні пари для розширення сексуальних відчуттів або в разі небажаності вагінального сексу (менструація, вагітність або її ризик, післяпологовий період, захворювання або вади розвитку вагіни, прагнення зберегти гімен).
Жінки можуть займатись анальним сексом у домінантній позиції, використовуючи фалоімітатор або страпон.

## Практики
Анальний секс може включати різні практики та ігри, пов’язані з еякуляцією в анус, витіканням сперми («кремовий пиріг») та її подальшим використанням у чуттєвих іграх. Ці практики можуть мати фізичний, візуальний та психологічний вплив, посилюючи збудження та довіру між партнерами. Партнер може практикувати анілінгус після еякуляції, висмоктуючи або злизуючи сперму язиком, а також передаючи її через поцілунок (сніжки).
Також до анальних сексуальних практик відноситься анальний фістинг – введення одного або кількох пальців, а потім і цілої кисті руки в анус. Пегінг – коли жінка використовує страпон для анального проникнення у чоловіка. Подвійне проникнення – коли в анус одночасно вводиться пеніс, іграшка чи інший предмет разом із вагінальним проникненням.

### Анальні іграшки
- Анальні пробки – класичні, металеві, вібруючі, з хвостами - естетичний елемент для рольових ігор (лисичка, кролик).
- Анальні кульки – ланцюжок кульок для поступової стимуляції.
- Анальні дилдо – гладкі, рельєфні, подвійні (для одночасної анальної та вагінальної стимуляції), для страпона.
- Анальні вібратори – для глибшої стимуляції, можуть мати пульт керування або додаток для смартфона.
- Масажери простати – стимулятори P-точки для чоловіків.
- Анальні розширювачі – для тих, хто хоче тренувати анус для ширших проникнень, деякі моделі розкриваються після введення.

## Ризики та безпека

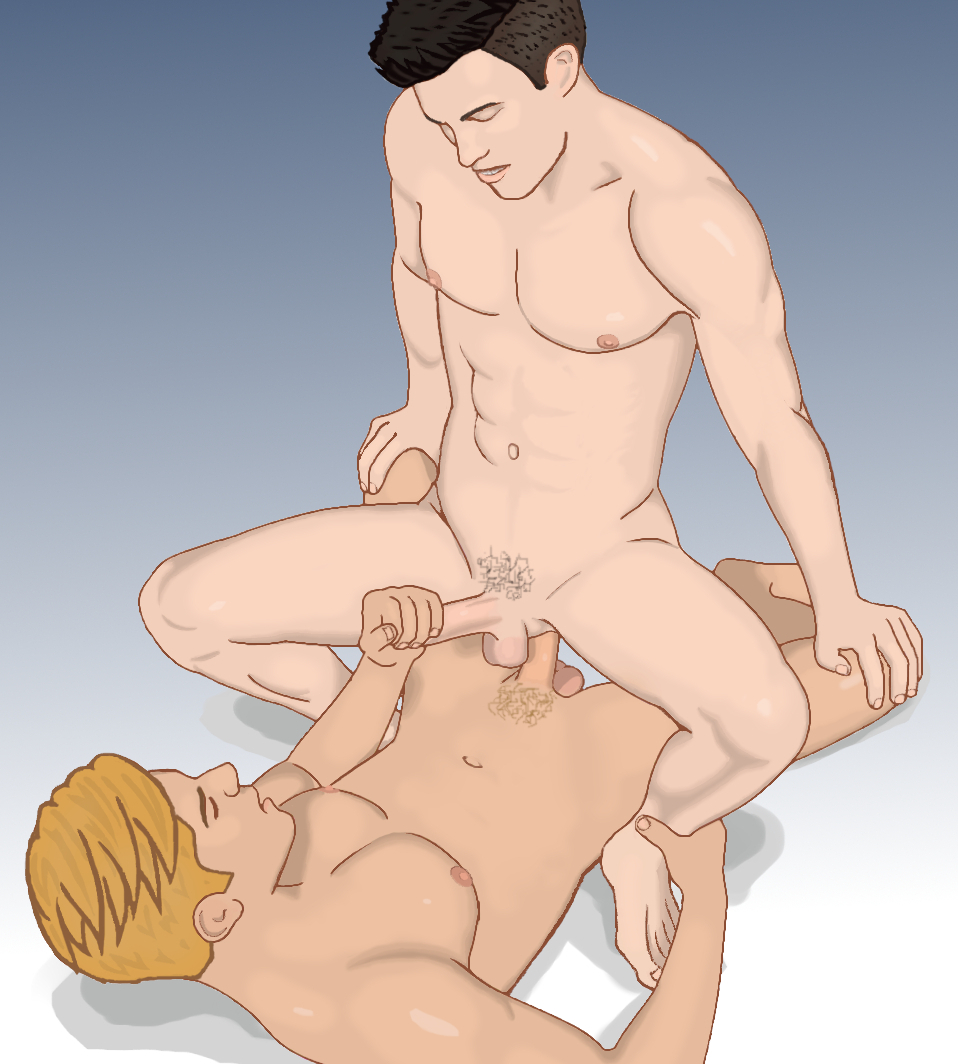
Ілюстрація двох чоловіків, які займаються сексом у ковбойській позі.

У разі вагінального сексу після анального без проведення гігієнічних заходів та зміни презерватива можливі біль, печіння і сверблячка в області вагіни внаслідок занесення анальної флори у вагіну.
Існує думка, що анальний секс захищає від інфекцій, що передаються статевим шляхом. Вберігає від небажаної вагітності та вносить розмаїття у сексуальне життя пари.
Пряма кишка фізіологічно не призначена для статевого акту. Її слизова не виробляє природне змащення і не вистелена багатошаровим плоским епітелієм, як вагіна. У прямій кишці розташовуються кровоносні судини й тонкий одношаровий призматичний епітелій, що підвищує ризик травматизації слизової. Звідси — розриви й тріщини, які створюють умови для появи та розвитку запальних захворювань.
Анальний секс захищає від небажаної вагітності, але не захищає від інфекцій, що передаються статевим шляхом. За даними Центру з контролю і профілактики захворювань США, незахищений анальний секс є найбільш ризикованим видом сексу, який сприяє передачі вірусу.
Причина в тому, що за анального сексу в більшості випадків утворюються мікротріщини. Через ці мікротріщини ВІЛ без проблем потрапляє в організм. Презерватив захищає від вірусу імунодефіциту людини на 98 % як під час анального, так і вагінального сексу. Силіконова змазка покращує ковзання і запобігає утворенню тріщин.

### Травматизм

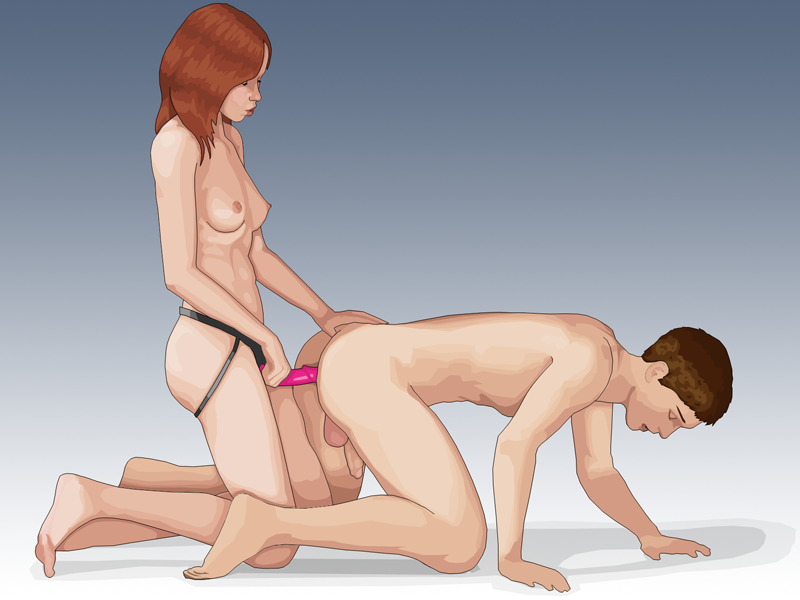
Пегінг в колінно-ліктевій позиції.

Оскільки слизова оболонка прямої кишки, на відміну від вагіни, не продукує лубрикації, при анальному сексі існує ризик її пошкодження або болю. Тому рекомендується використовувати лубриканти. Також дискомфорт можливий при недостатньому розслабленні м'язів ануса та травмування товстої кишки.
При анальному сексі можуть подразнюватися наявні гемороїди.
При наявності пухлин або тріщин заднього проходу або прямої кишки слід відмовитися від анального сексу.
Практикування анального сексу не впливає на здатність утримувати кал у прямій кишці або нормально випорожнюватися.

### Інфекції, що передаються статевим шляхом

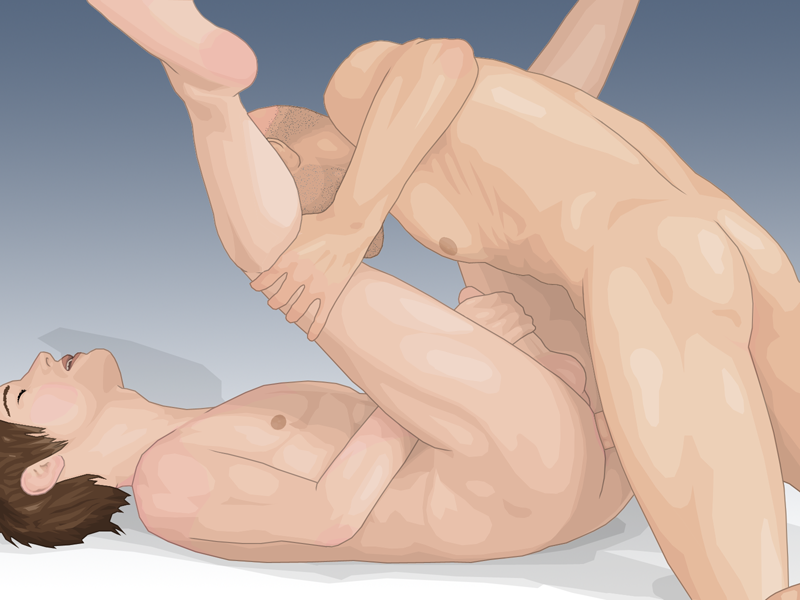
Чоловіки у місіонерській позиції.

Під час анального сексу без презерватива можуть передаватися збудники таких інфекцій, як: СНІД, сифіліс, гепатит, гонорея, трихомоноз, герпес кольпіт, він же вагініт, хламідіоз.
Вважається, що при повторюваному незахищеному анальному сексі шанс заразитися СНІДом найвищий. При цьому приймаючі партнер(к)и перебувають у більшому ризику.
Крім того, навіть в абсолютно здорової людини в прямій кишці присутня мікрофлора, яка при потраплянні у сечовипускний канал та вагіну може бути причиною таких захворювань, як уретрит. Використання презерватива це унеможливлює.

### Інші порушення здоров'я

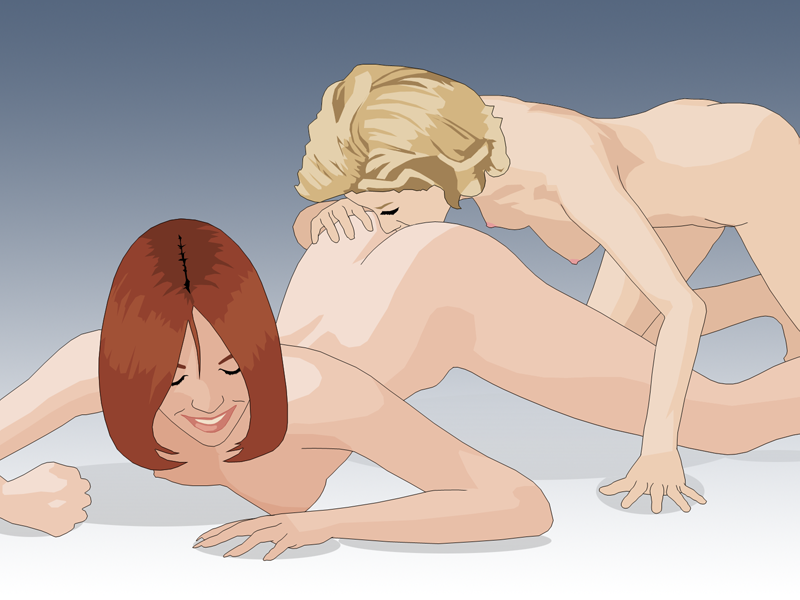
Анілінгус

- Деякі вчені вважають імовірним підвищення ризику при анальному сексі таких захворювань, як рак прямої кишки, а також можливість інфікуванням вірусом папіломи людини 16-го типу[17][18].
- Деякі вчені вважають імовірним виникнення у приймаючих партнерів при анальному сексі таких захворювань, як: рак простати, простатит, неспецифічний проктит, геморой і кровотеча з прямої кишки та раку прямої кишки[19].
- Деякі вчені вважають доведеною наявність у сперми імунодепресивних властивостей (блокування Т-лімфоцитів факторами, що містяться в спермі — TGFbeta-1, IL-10, активін А, фоллістатін та інші,[20][21][22] що мають велике біологічне значення при подоланні імуногенетичного конфлікту під час процесу запліднення). Така властивість сперми може стати причиною зниження імунної реактивності організму приймаючого партнера (за сексу без презерватива) і проявитися зниженням імовірності аутоімунних та підвищеною чутливістю його до інфекційних захворювань

### Рекомендації й запобіжні заходи
- Для захисту від ІПСШ рекомендується використовувати презерватив або кофердам[13].
- Для безболісного введення пеніса необхідно використовувати достатню кількість мастила (вазелін або інший лубрикант). У разі використання презерватива необхідно вибирати лубриканти на водній основі, які не руйнують латекс.
- Оскільки мікрофлора кишечника може викликати інфекційно-запальні зміни не тільки в уретрі, а й у вагіні, слід проводити зміну презерватива при зміні анального сексу на вагінальний, а опісля провести гігієнічні заходи[12].
- Перед сексом рекомендується очистити задній прохід від калових мас і в разі необхідності зробити клізму[13].
- Під час заняття анальним сексом необхідно підтримувати постійний словесний контакт з партнером(-кою) і припинити активність в разі виникнення больових відчуттів[13].

## Анальний секс у культурі

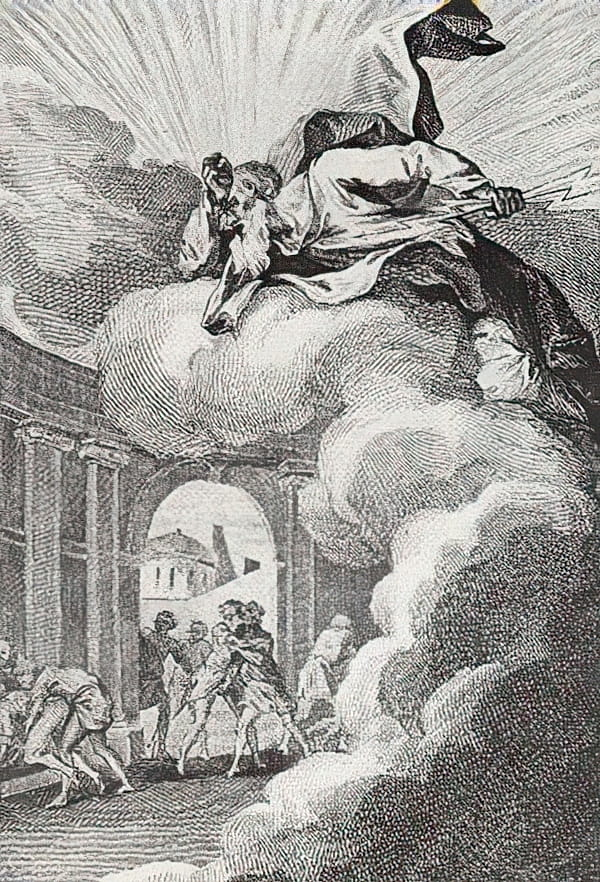
Франсуа-Ролан Еллюа, Содоміти провокують Божий гнів, з Ле пот-пуррі (1781)

У багатьох культурах особа, що займається анальним сексом, проникаючи в анус іншої особи, вважається домінантною. Примусовий анальний секс міг слугувати для демонстрації чоловічої переваги над переможеними ворогами-чоловіками чи жінками. Давньоєгипетські божества Сет і Гор демонстрували свою зверхність, вдаючись до анального сексу в активній ролі. Часто анальний секс вважається властивим геям.
Стародавні китайці вважали, що анальний секс чоловіка з жінкою шкідливий, оскільки таким чином чоловік переймає жіночу енергію інь. В народу моче була поширена кераміка із зображеннями сексуальних сцен, третина з яких показують гетеросексуальний анальний секс. В античній Греції доволі поширеним був анальний секс між чоловіками та чоловіками й хлопчиками, в той час, як гомосексуальна феляція була табу. За римського панування в Греції він, проте, став розглядатися у світлі стосунків рабовласників і рабів, де активна позиція стала прерогативою вищого стану.
У юдео-християнській етиці анальний секс традиційно суворо засуджується як діяльність, що веде до втрати чоловічності. Проте чоловік, який проникає в анус іншого чоловіка, може відновити свою чоловічність легше, ніж той, у чий анус проникають. Від середньовіччя поширилося уявлення, що «содомський гріх» був саме анальним проникненням. Водночас у XIV—XV ст. анальний секс між чоловіками був поширений у Венеції. В пізньому XVII та ранньому XVIII ст. цей вид сексу поширився в лондонських «моллі» (тамтешня назва гомосексуалів).
В закритих чоловічих спільнотах, таких, як в'язниці, анальний секс (зокрема практикування або загроза анальних зґвалтувань) слугує засобом регуляції соціальної ієрархії. Активні партнери займають вищий соціальний прошарок, який володіє прерогативою «чоловічності». Пасивні — позбавляються статусу повноцінних чоловіків або прирівнюються до жінок, вибуваючи з кола людей, які можуть претендувати на привілеї, захист, право голосу у прийнятті рішень. Зґвалтування чоловіка чоловіком слугує протилежністю до ініціації — своєрідним ритуалом зниження в соціальному статусі за недотримання вимог спільноти, здійснення ганебного вчинку.